# Rossmoneura tecta
Rossmoneura tecta är en insektsart som först beskrevs av Mcatee 1920.  Rossmoneura tecta ingår i släktet Rossmoneura och familjen dvärgstritar. Inga underarter finns listade i Catalogue of Life.